# Форвард Тауншип (округ Аллегені, Пенсільванія)
Форвард Тауншип (англ. Forward Township) — селище (англ. township) в США, в окрузі Аллегені штату Пенсільванія. Населення — 3070 осіб (2020).

## Демографія
Згідно з переписом 2010 року, у селищі мешкало 3376 осіб у 1403 домогосподарствах у складі 952 родин. Було 1521 помешкання
Расовий склад населення:
| - 97,5 % — білих - 1,4 % — чорних або афроамериканців - 0,1 % — корінних американців - 0,1 % — азіатів |

До двох чи більше рас належало 0,7 %. Частка іспаномовних становила 0,6 % від усіх жителів.
За віковим діапазоном населення розподілялося таким чином: 19,0 % — особи молодші 18 років, 59,6 % — особи у віці 18—64 років, 21,4 % — особи у віці 65 років та старші. Медіана віку мешканця становила 47,3 року. На 100 осіб жіночої статі у селищі припадало 92,9 чоловіків;  на 100 жінок у віці від 18 років та старших — 93,6 чоловіків також старших 18 років.
Середній дохід на одне домашнє господарство  становив 54 567 доларів США (медіана — 40 054), а середній дохід на одну сім'ю — 71 231 долар (медіана — 65 903). За межею бідності перебувало 7,3 % осіб, у тому числі 14,4 % дітей у віці до 18 років та 0,9 % осіб у віці 65 років та старших.
Цивільне працевлаштоване населення становило 1554 особи. Основні галузі зайнятості: освіта, охорона здоров'я та соціальна допомога — 22,8 %, виробництво — 19,9 %, роздрібна торгівля — 12,4 %, транспорт — 9,1 %.